# Victoria Dockside

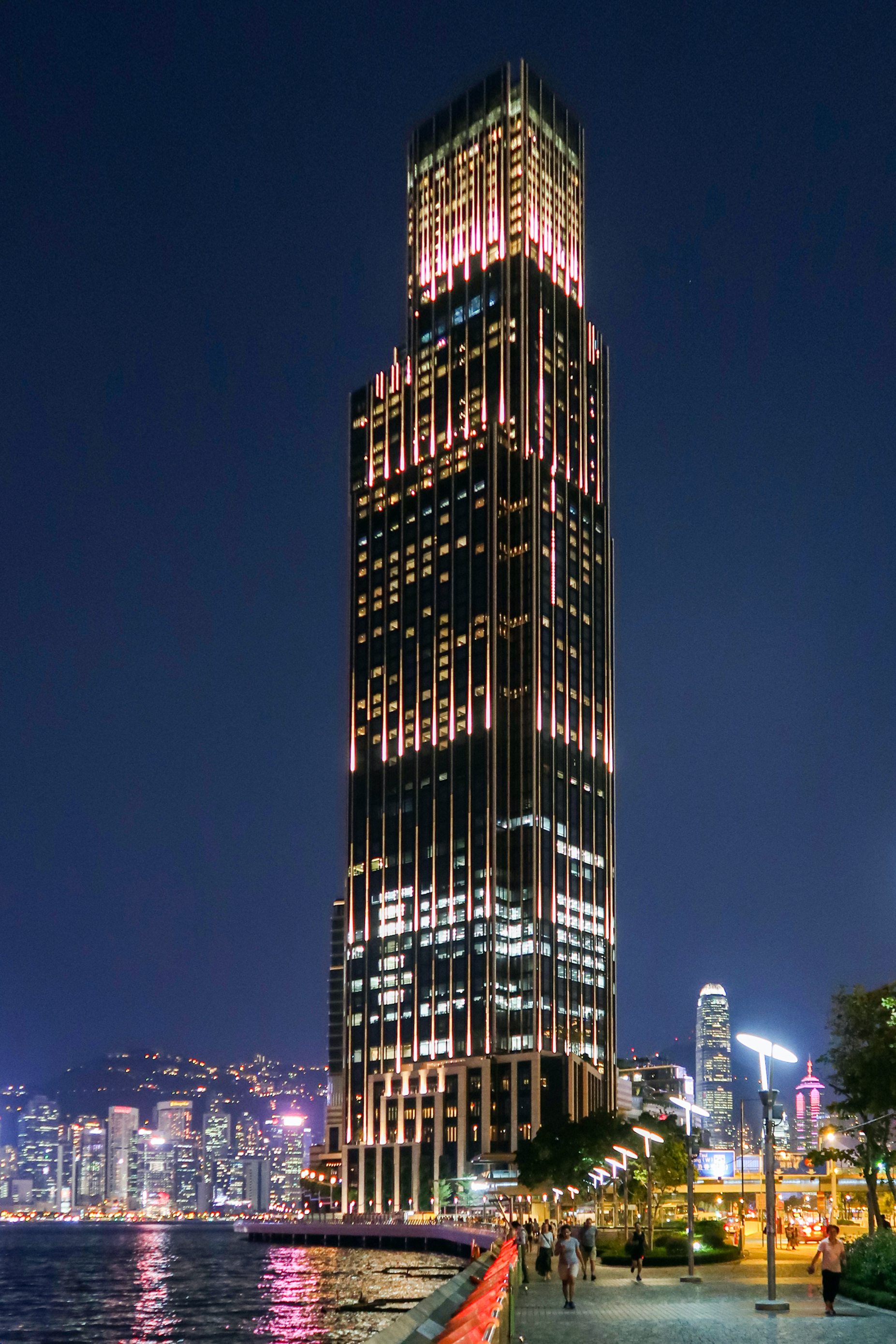
由尖東海旁望向香港瑰麗酒店

（維港文化匯）位於香港九龍尖沙咀梳士巴利道18號，毗鄰梳士巴利花園、香港藝術館、星光大道和香港太空館，是位於尖沙咀核心地段的綜合型發展項目，總樓面面積達300萬平方呎，於2019年全面啟用。項目的第一期K11 ATELIER已於2018年4月底正式開幕，銳意將該區發展成國際級創意藝術設計新地標。Victoria Dockside前身為於1978年12月建成的新世界中心，是全港首個集合商場、酒店及服務式住宅為一的綜合商住區，在八、九十年代一度成為文化藝術及時尚潮人的集中地，其後於1997年建成地下商場——名店城，兩者均於2009年至2011年被拆卸，於2012年年底起分階段重建，Victoria Dockside耗資200億港元，2019年全面落成啟用後建築面積達32萬平方米，包括藝術、設計及消閒體驗，為新世界發展目前規模最龐大的項目，亦是全港唯一將變壓器房設於核心筒的摩天大廈。

## 命名
2017年5月25日，新世界集團公佈新世界中心重建項目將改名為「Victoria Dockside」。「Victoria」代表香港維多利亞港；「Dockside」就意指地址前身為藍煙囪碼頭。
而項目在2017年正式公佈名稱時並沒有中文官方名稱，但在2019年1月首次在星光大道內向遊客展示的新世界發展官方街道圖及指示牌寫上項目的中文名稱「維港文化匯」以及該項目內各建築物的中文名稱。
值得一提的是，港鐵尖東站J出口原本命為該項目名稱的小寫「Victoria Dockside」，但及後發展商向港鐵提供項目中文名稱，所以港鐵在2019年6月將J出口更名為「維港文化匯」（英文名稱不變）。不過該發展商及項目的官方網站和社交媒體，以及媒體的報道，從來沒有提及過項目的中文名稱。
直至2019年6月下旬，於Victoria Dockside地庫商場內的新指示牌上亦展示項目的中文名稱－－「維港文化匯」，以及項目其他建築物的中文名稱，而且場內所有官方英文指示以及港鐵站J出口的英文名稱亦已換上大寫「VICTORIA DOCKSIDE」。

## 沿革

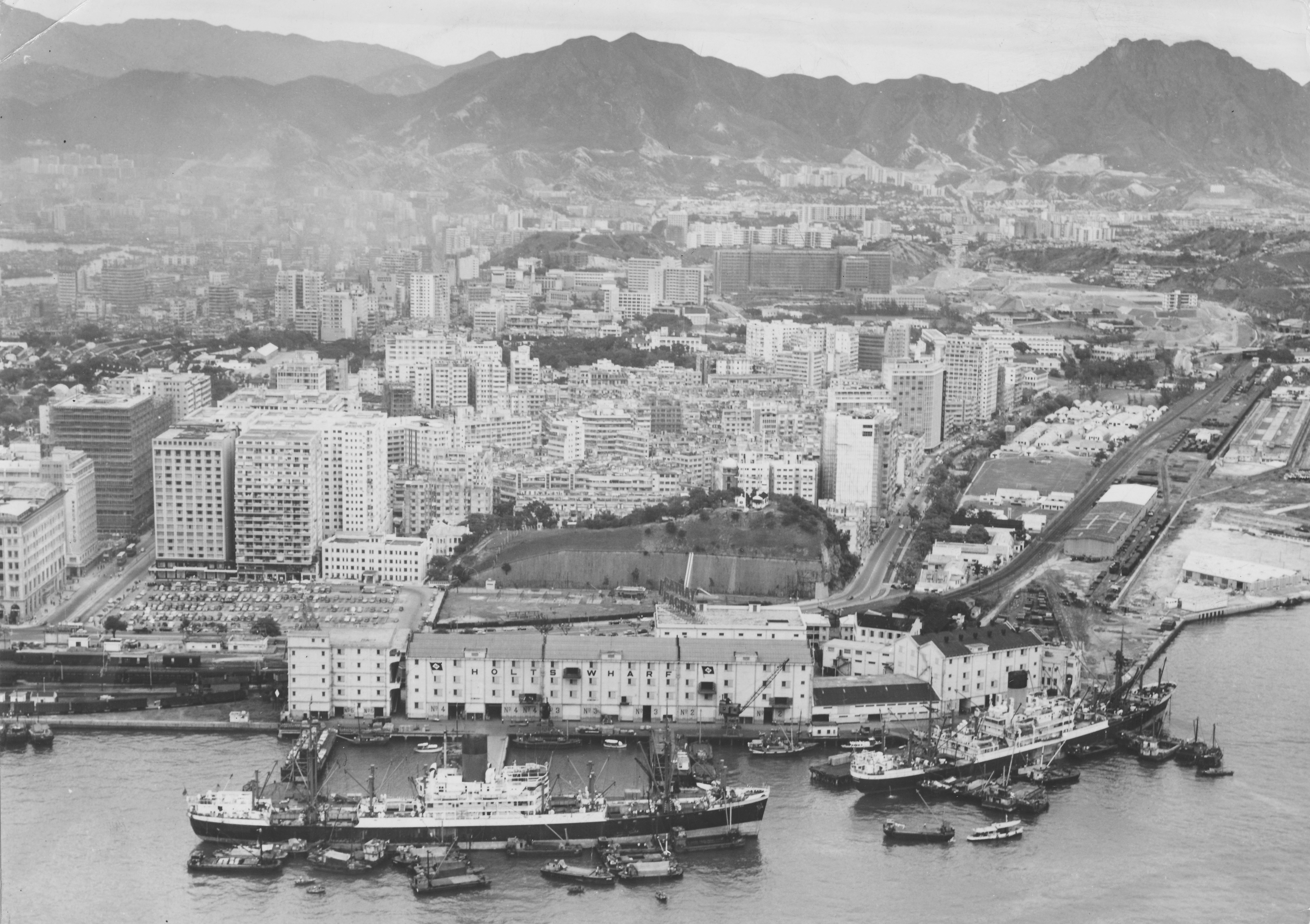
VICTORIA DOCKSIDE原址前身是藍煙囪碼頭

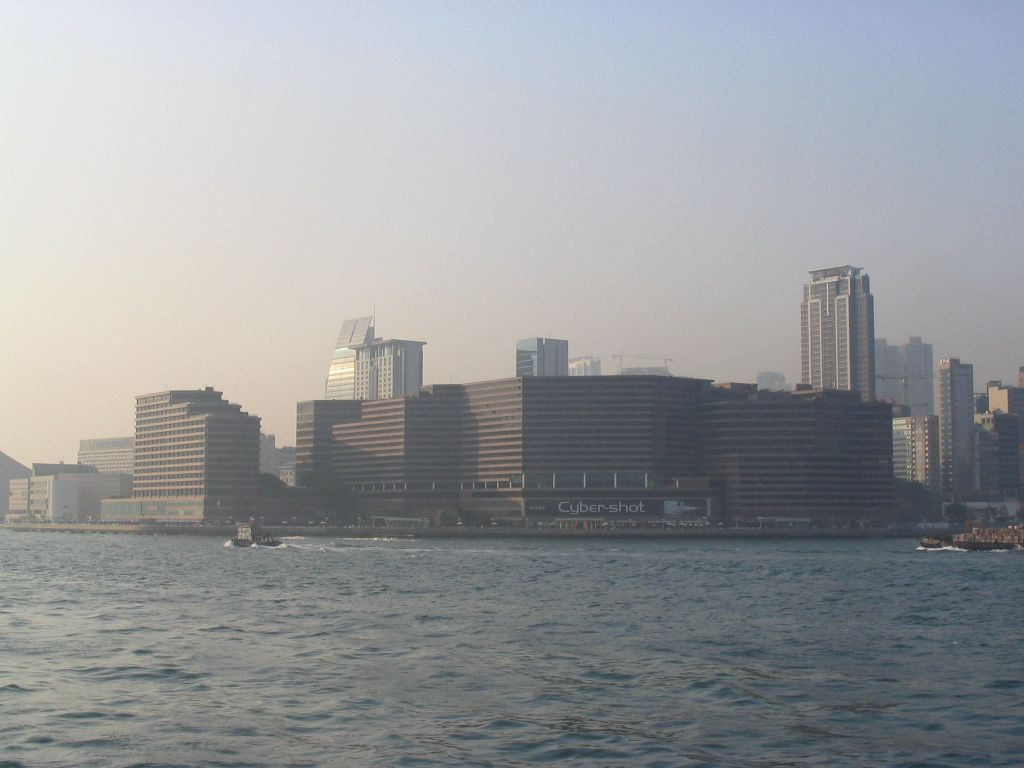
新世界中心（1978-2011年）

發展商新世界發展於1996年計劃重建新世界中心，至2003年獲得地政總署批准重建一幢樓高約70層的大廈。由於地契修改（主要依據分區計劃大綱圖的許可）（暫時並無公衆諮詢制度），至2008年4月，城市規劃委員會公佈該地皮的高設限制最高達265米時，令到市場頗為鬨動。重建項目於2008年完成補地價，金額約9.26億港元。
2009年至2011年，新世界發展正式將原有的新世界中心東西兩翼寫字樓、購物商場、萬麗酒店和附連的服務式住宅拆卸（但不包括已出售的洲際酒店）。2012年年底起，新世界發展率先重建東翼部份為一座64層（後改為66層）高的大樓，由美國KPF建築師事務所及呂元祥建築師事務所設計，集六星級的香港瑰麗酒店、酒店式公寓、瑰麗府邸、商場和甲級寫字樓等等於一體，總樓面面積將達130萬平方呎，預計最早於2017年竣工。其餘部份則為樓高21層的綜合商業建築，用途包括110萬平方呎零售部分及香港瑰麗酒店和酒店式公寓，各附設4層地下停車場。
2011年1月1日，開始進行清拆，名為「新世界中心重建項目」（New World Centre Remodeling）。
2015年10月，日本大型金融機構瑞穗銀行，洽租項目10萬平方呎樓面（12-15樓），呎租料約70元。及後，瑞穗再多洽租本廈兩層。
2016年8月，美國金融機構道富銀行洽租3層樓面，合共約7萬平方呎，惟最後放棄入駐。
2017年第一季，台灣金融機構台北富邦銀行洽租16樓。
2017年5月，項目主樓已基本完工，但商埸及服務式住宅部分仍在建造。同月25日，新世界發展公佈新世界中心重建項目將改名為「Victoria Dockside」。「Victoria」代表香港維多利亞港；「Dockside」就意指地址前身為藍煙囪碼頭。，後來改為全大寫。其中寫字樓部分連同新世界發展轄下其他重點項目寫字樓一併命名為「K11 ATELIER」。
2018年4月26日，第一期正式開幕。
2019年3月18日，香港瑰麗酒店開幕，同年5月K11寓館進行出租，2019年8月26日，K11 MUSEA商場對外開放。

## K11辦公大樓

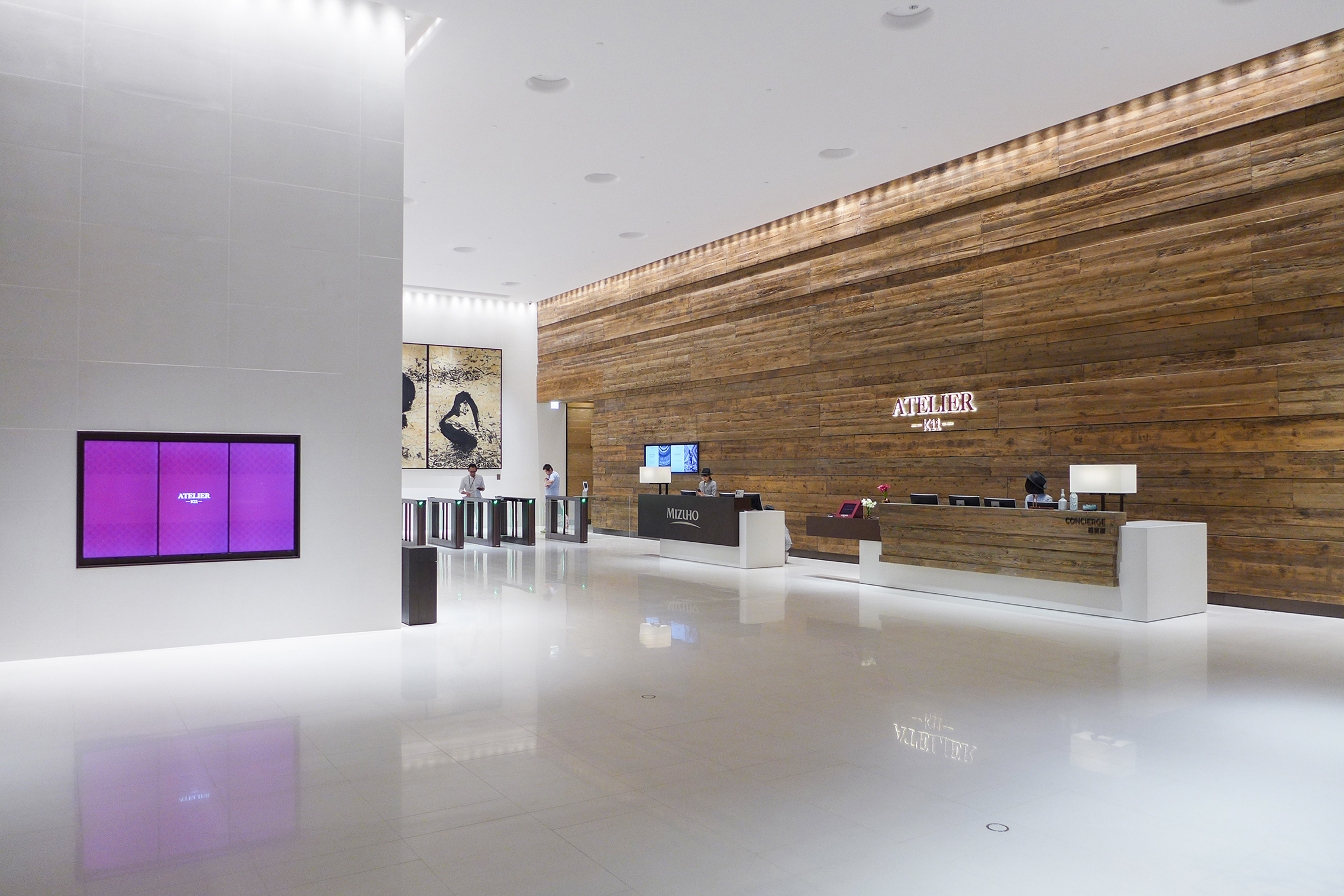
K11 ATELIER辦公大樓大堂為反映昔日藍煙囪碼頭，採用大量天然木材紋理和物料

K11辦公大樓（英文名稱為K11 ATELIER）為寫字樓部分，總面積達435,156平方呎，佔整座物業15層（7-21樓），直至2017年11月，已出租70%面積；而剩餘未租出面積，發展商原擬繼續傾向以全層租賃方式出租，主要租予金融機構，但實際上則拆細租予醫務所、基金公司等各式公司。K11 ATELIER在2017年第四季開始交付使用，並於同年11月29日正式啟用。台北富邦銀行香港分行已在11月13日遷入16樓。另外，瑞穗銀行及瑞穗證券目前亦已遷入10-15樓。8樓全層設27,500平方呎的跨國共享工作間。寫字樓部分於2018年尾間悉數租出。大堂由日本室內設計公司Simplicity設計，裝修運用天然木材紋理，並設有咖啡室Ideaology。

## K11人文購物藝術館
商場名為K11人文購物藝術館（英文名稱為K11 MUSEA），名字靈感來自古希臘神話主司文學、科學、藝術以及知識泉源的繆斯女神。商場樓高10層，在2019年8月26日開幕，室內設計由多間設計公司聯手處理包括LAAB Architects。場內將匯聚多個國際品牌，當中不少為首度進駐香港、以全新概念登場的限定店及旗艦店。場外近梳士巴利道位置設2,000平方呎的下沉圓形露天廣場，廣場設有動態水幕牆，並裝上噴霧系統。上方設有25呎高的巨型LED屏幕，可作放映電影或舉行現場音樂會。而外牆為全球最大的綠化牆之一。
場內亦揉合文化、商業、住宅、酒店及親子空間，並提供一系列藝術及設計課程。

## K11 Art & Cultural Centre
位於K11 MUSEA 6樓，為佔地逾10萬呎的藝術空間，展示Mary Weatherford 、Erwin Wurm 及草間彌生等多位國際頂級藝術家的代表作品，外牆以超過300條玻璃圓管組成，最高的玻璃圓管達9米高。將在2020年8月末開放。

## K11寓館

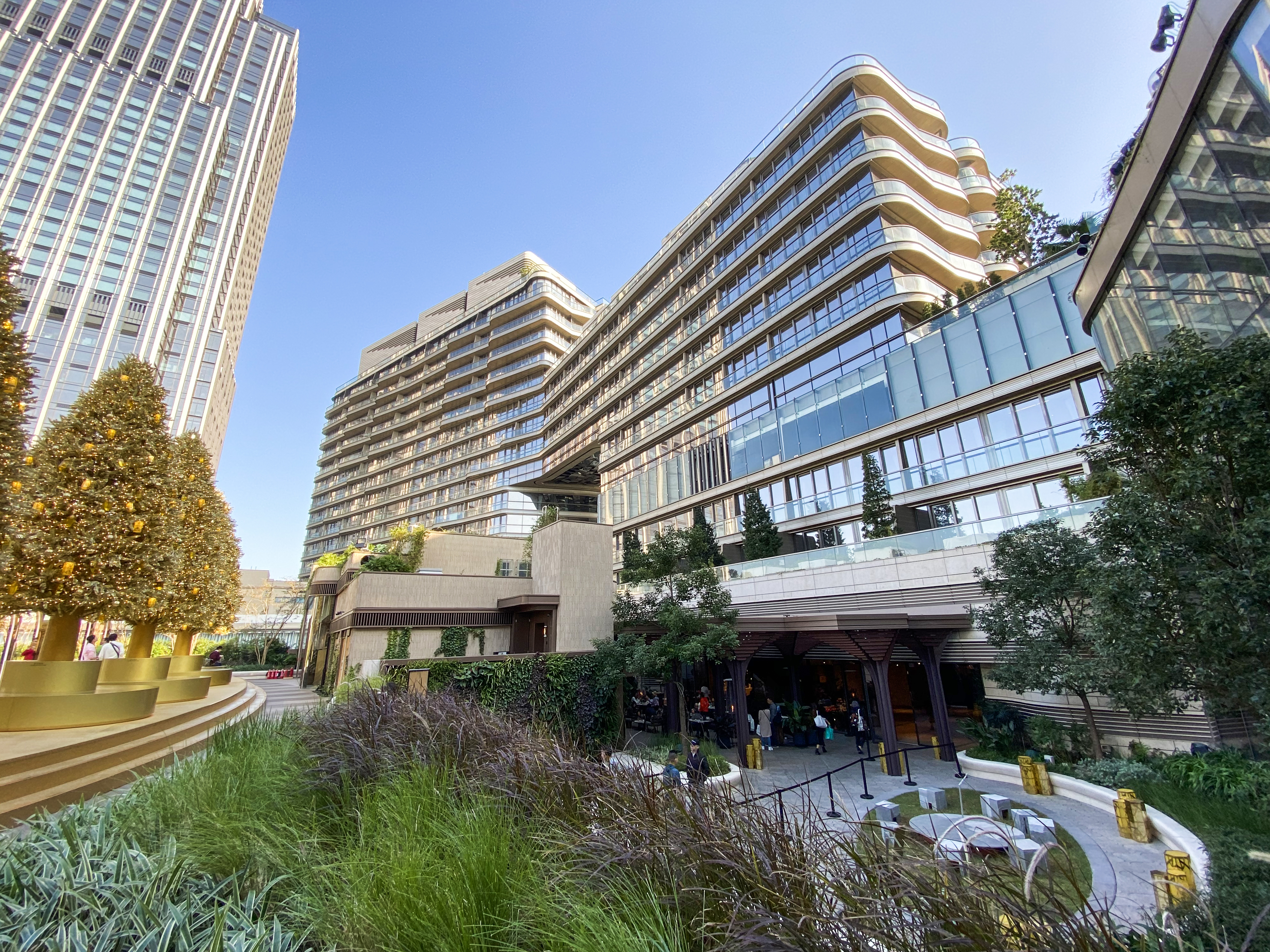
K11 ARTUS外貌

服務式住宅名為K11寓館（英文名稱為K11 ARTUS），樓高14層、設287個單位，提供開放式至3房間格，於2019年夏季開幕。其中園景則由曼谷園藝設計公司 P Landscape（PLA）負責，室內設計由香港建築師Andre Fu及其設計團隊AFSO負責。住客對象以中國富豪及外籍高級行政人員為主。設施包括10樓開放式咖啡吧，The Commune用餐空間，圖書閣；以及11樓的25米無邊際戶外泳池和健身室。
2019年5月，一個面積1,284平方呎望海的兩房單位，以14.5萬元租出，成為全港最貴租的兩房單位。

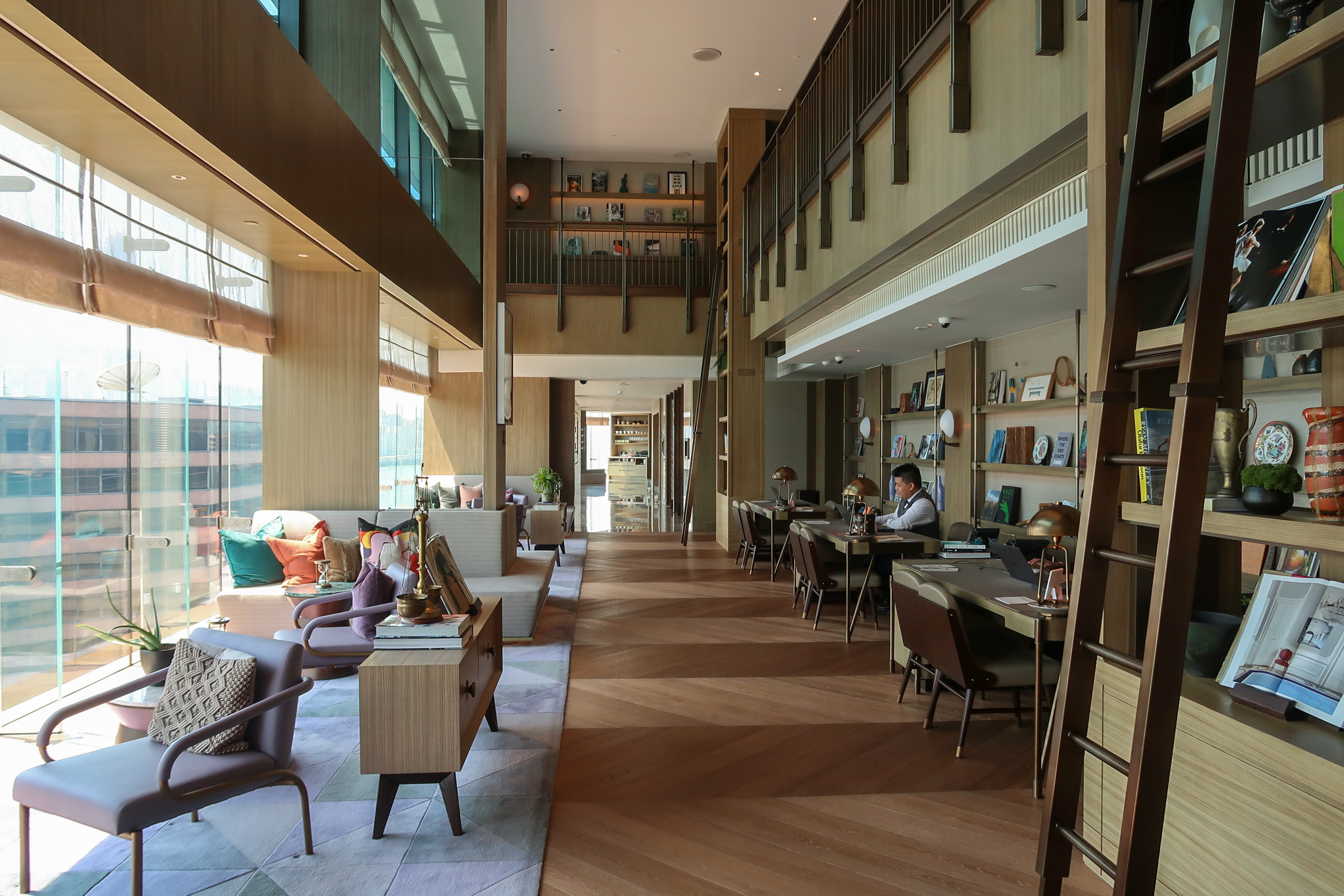
The Library接待大堂和圖書閣
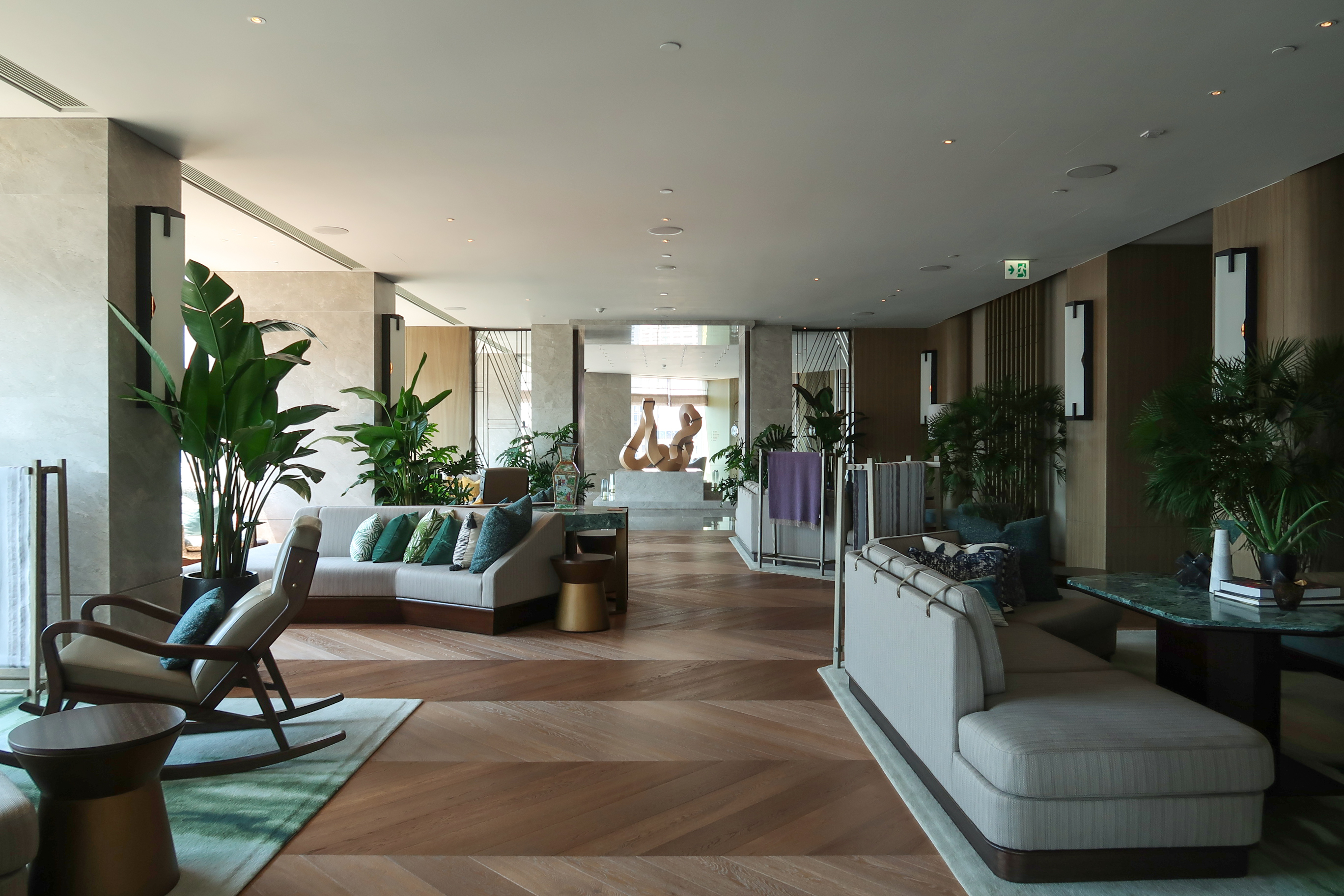
The Living Salon 大堂
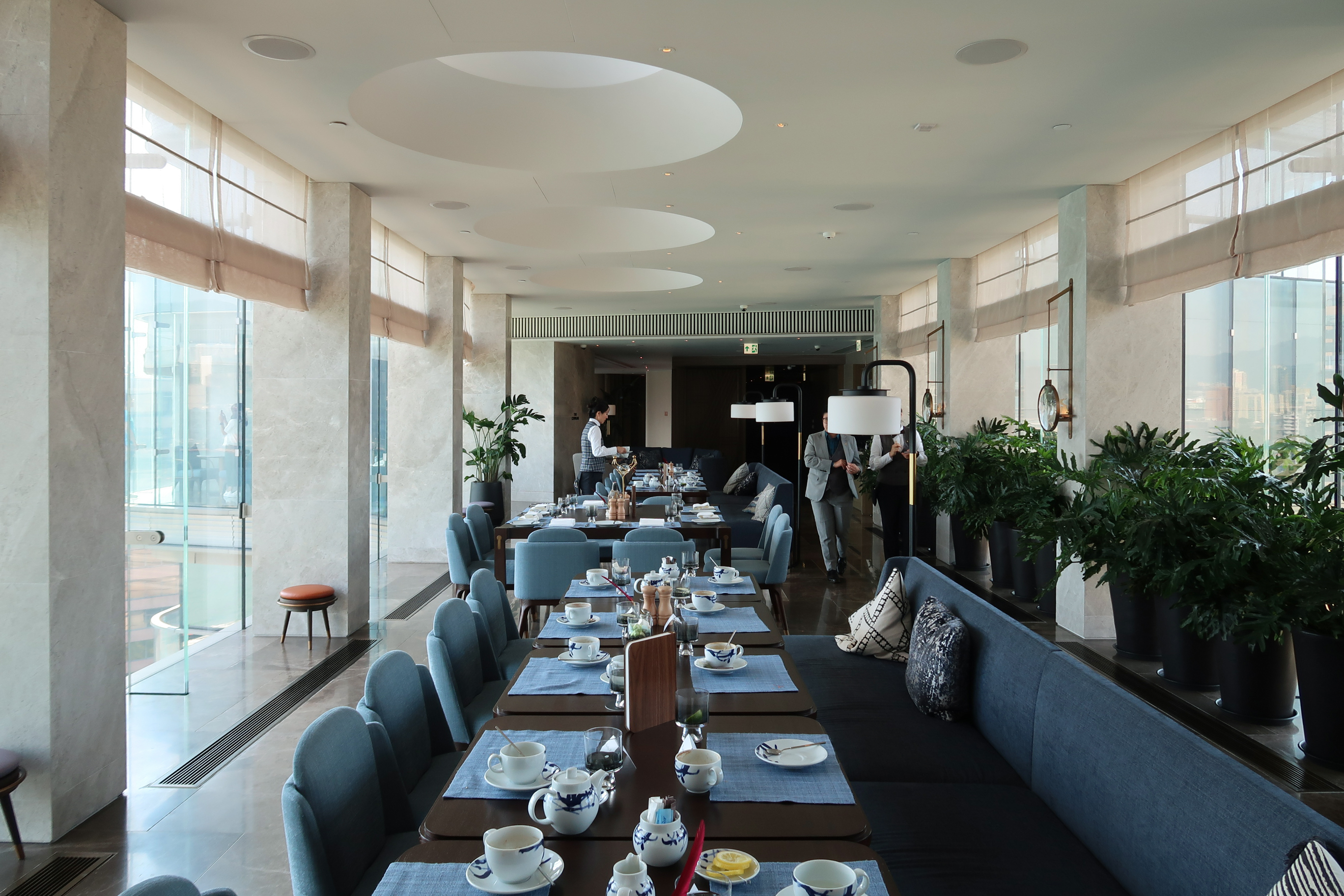
The Commune用餐空間
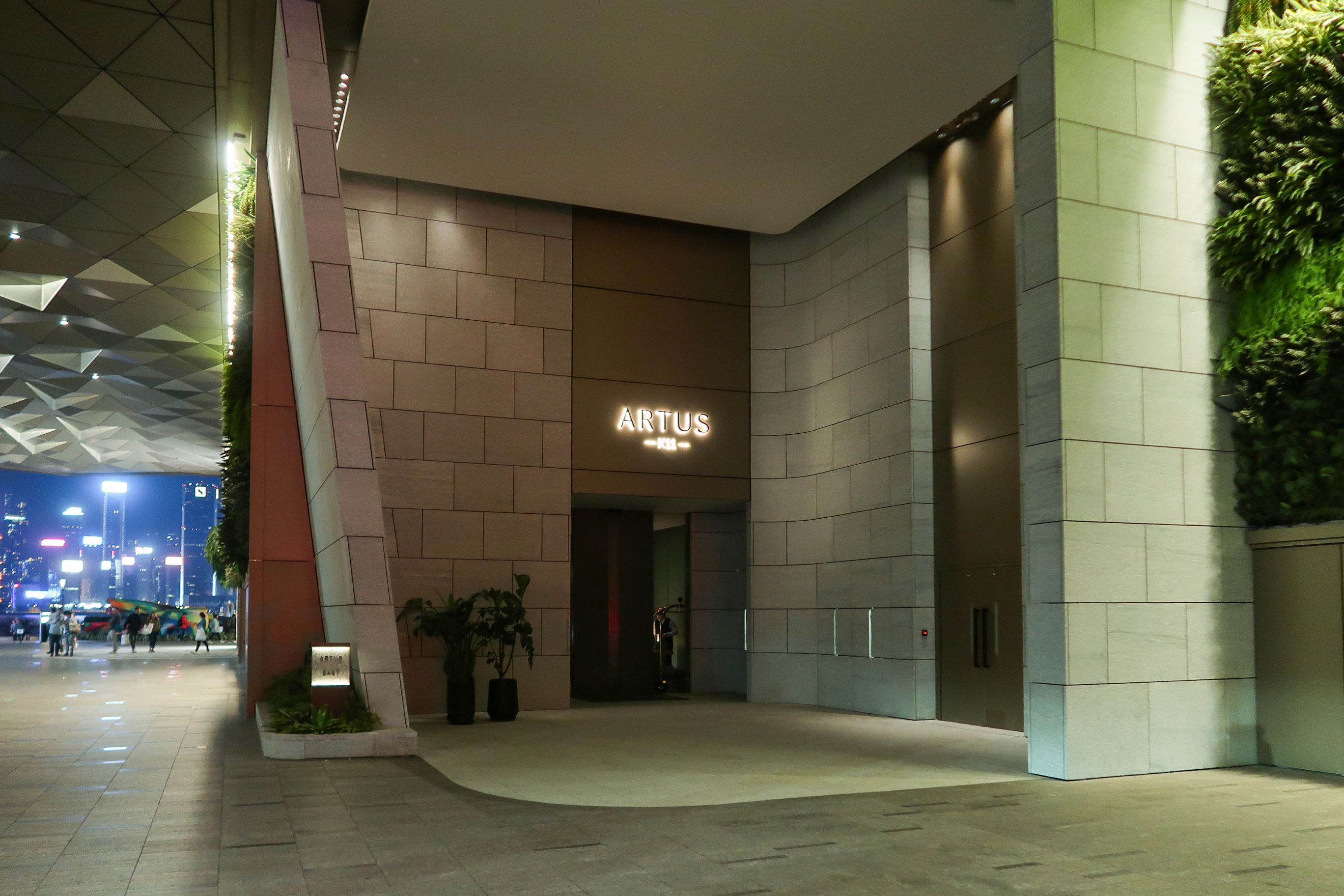
K11寓館入口
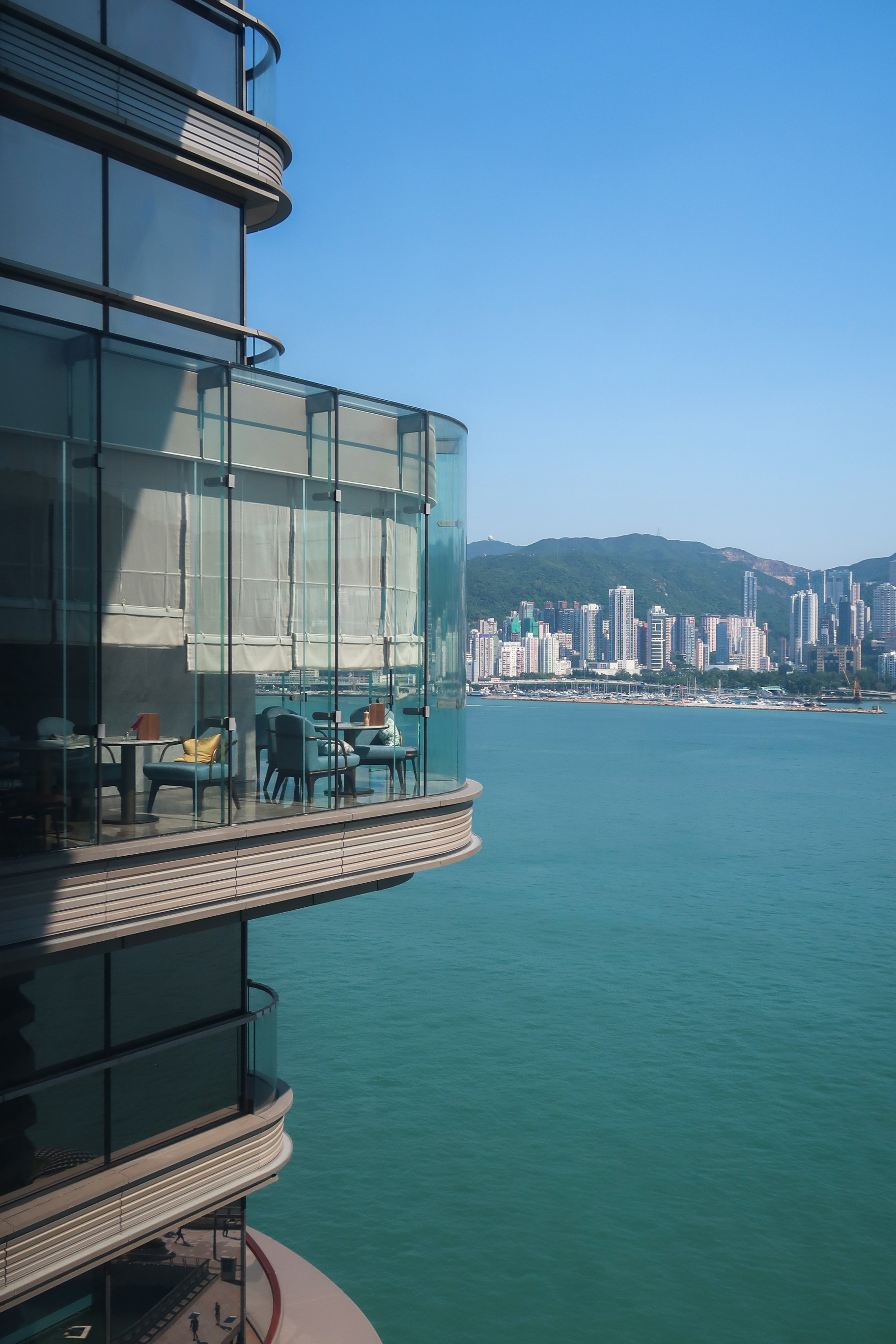
K11寓館外牆

## 香港瑰麗酒店
香港瑰麗酒店（英文名稱為Rosewood Hotel Hong Kong），開幕日期由2018年9月延至2019年3月18日正式開幕，佔17層（24-40樓），提供413間客房、八家餐廳及酒廊、健身中心、游泳池。
酒店亦設11個活動場地，室內和室外總面積達33,880平方呎，包括宴會大禮堂和四樓「麗府」，並設可飽覽維港美景的戶外草坪、7間會議廳和1,990平方呎附設私人露台的尊尚套房。
此外，酒店另設有一間佔地12,000平方呎的海港別墅套房（Harbour House）。坐落於57樓全層，設有兩個13米和8米長的戶外私人游泳池及花園，合共提供五間獨立臥室，價格由每晚港幣$500,000起，為全港最貴的酒店套房。

## 香港瑰麗府邸
香港瑰麗府邸（英文名稱為Rosewood Residences Hong Kong）為酒店式公寓，位於大樓最高的19層（43-52樓和54-64樓），將設有186間豪華客房。實用面積由474至4,812平方呎，戶型包括開放式至3房單位，另設特色戶。 設休閒酒廊、室內游泳池、健身中心及多項尊貴服務。
開放式單位月租由5.7萬至7.8萬元；1房由8.9萬至18.2萬元；2房月租由15.5萬至20萬元，至於3房月租37.5萬元，價錢已包括房間清潔費、管理費及其他雜費，租期由1至12個月。1房或以上單位屬1梯1伙設計，而頂層單位更設有專屬電梯直達單位。 項目特設4個複式單位，月租介乎100萬至160萬元，其中位於64樓01室3房複式單位Salisbury Penthouse，為項目面積最大的戶型，實用面積4,812平方呎，每月租金達160萬元，呎租高見333元，為全港最貴租户豪宅。

## 建築配置
下列僅列出主樓的樓層配置。
| VICTORIA DOCKSIDE主樓樓層配置表 | VICTORIA DOCKSIDE主樓樓層配置表 | VICTORIA DOCKSIDE主樓樓層配置表 |
| 樓層                            | 設施／承租戶 |                                 |
| 頂部                            | 頂部 | 頂部                            |
| ------------------------------- | --- | ------------------------------- |
| R                               | 機電層/頂冠 |                                 |
| 65                              | 服務式住宅後勤設施及機房 |                                 |
| 64                              | 香港瑰麗府邸服務式住宅 |                                 |
| 63                              | 香港瑰麗府邸服務式住宅 |                                 |
| 62                              | 香港瑰麗府邸服務式住宅 |                                 |
| 61                              | 香港瑰麗府邸服務式住宅 |                                 |
| 60                              | 香港瑰麗府邸服務式住宅 |                                 |
| 59                              | 香港瑰麗府邸服務式住宅 |                                 |
| 58                              | 香港瑰麗府邸服務式住宅 |                                 |
| 57                              | 香港瑰麗府邸服務式住宅 |                                 |
| 56                              | 香港瑰麗府邸服務式住宅 |                                 |
| 55                              | 香港瑰麗府邸服務式住宅 |                                 |
| 54                              | 香港瑰麗府邸服務式住宅 |                                 |
| 53                              | Club 53、香港瑰麗府邸空中大堂 |                                 |
| 52                              | 香港瑰麗府邸服務式住宅 |                                 |
| 51                              | 香港瑰麗府邸服務式住宅 |                                 |
| 50                              | 香港瑰麗府邸服務式住宅 |                                 |
| 49                              | 香港瑰麗府邸服務式住宅 |                                 |
| 48                              | 香港瑰麗府邸服務式住宅 |                                 |
| 47                              | 香港瑰麗府邸服務式住宅 |                                 |
| 46                              | 香港瑰麗府邸服務式住宅 |                                 |
| 45                              | 香港瑰麗府邸服務式住宅 |                                 |
| 44                              | 香港瑰麗府邸服務式住宅 |                                 |
| 43                              | 香港瑰麗府邸服務式住宅 |                                 |
| 42                              | 機電層 |                                 |
| 41                              | 避火層 |                                 |
| 40                              | 行政廊瑞閣、香港瑰麗酒店客房 |                                 |
| 39                              | 香港瑰麗酒店客房 |                                 |
| 38                              | 香港瑰麗酒店客房 |                                 |
| 37                              | 香港瑰麗酒店客房、變壓器房 |                                 |
| 36                              | 香港瑰麗酒店客房 |                                 |
| 35                              | 香港瑰麗酒店客房 |                                 |
| 34                              | 香港瑰麗酒店客房 |                                 |
| 33                              | 香港瑰麗酒店客房 |                                 |
| 32                              | 香港瑰麗酒店客房 |                                 |
| 31                              | 香港瑰麗酒店客房 |                                 |
| 30                              | 香港瑰麗酒店客房、變壓器房 |                                 |
| 29                              | 香港瑰麗酒店客房 |                                 |
| 28                              | 香港瑰麗酒店客房 |                                 |
| 27                              | 香港瑰麗酒店客房、變壓器房 |                                 |
| 26                              | 香港瑰麗酒店客房 |                                 |
| 25                              | 香港瑰麗酒店客房 |                                 |
| 24                              | 香港瑰麗酒店客房 |                                 |
| 23                              | 機電層 |                                 |
| 22                              | 避火層 |                                 |
| 21                              | K11 ATELIER項目展覽廳 |                                 |
| 20                              | 瑞金亞洲有限公司（2001室）、謝得賢/馮泰恆醫生醫務所（2003室）、HKE Holdings Ltd.（2004室）、東儲證券                                   |                                 |
| 19                              | 逆齡雅典美容中心（1901室）、未名金石投资管理（北京）有限公司（1902-05室）、頤安醫務中心（1906室）、Look’s Securities Limited（1908室） |                                 |
| 18                              | 奧必概念（1802室） |                                 |
| 17                              | 君华集团（香港）有限公司（1701室）、周大福藝堂（1704A室）                                                                              |                                 |
| 16                              | 台北富邦銀行香港分行 |                                 |
| 15                              | 瑞穗證券（亞洲） |                                 |
| 14                              | 瑞穗證券（亞洲） |                                 |
| 13                              | 瑞穗銀行香港分行 |                                 |
| 12                              | 瑞穗資本市場（香港）有限公司 |                                 |
| 11                              | 瑞穗銀行香港分行（部門不詳） |                                 |
| 10                              | 花旗銀行Global Wealth Center |                                 |
| 9                               | 滙豐財富管理中心 |                                 |
| 8                               | 渣打財富管理中心 |                                 |
| 7                               | CEO Suite虛擬辦公室 |                                 |
| 6                               | Asaya健身中心、無邊際游泳池 |                                 |
| 5                               | 彤福軒 |                                 |
| 4                               | 麗府 |                                 |
| 3                               | 宴會大禮堂、畫閣 |                                 |
| 2                               | 酒店大堂、香港瑰麗府邸大堂、Holt's Café、Butterfly Patisserie、The Butterfly Room 全天候酒廊、DarkSide酒吧                             |                                 |
| 1                               | K11 MUSEA商場 |                                 |
| G                               | 辦公室大堂、香港瑰麗府邸大堂、瑞穗銀行接待處、K11 MUSEA商場                                                                            |                                 |
| B1                              | 停車場/K11 MUSEA商場 |                                 |
| B2                              | 停車場/K11 MUSEA商場 |                                 |
| B3                              | 停車場 |                                 |
| B4                              | 停車場 |                                 |

## 圖集

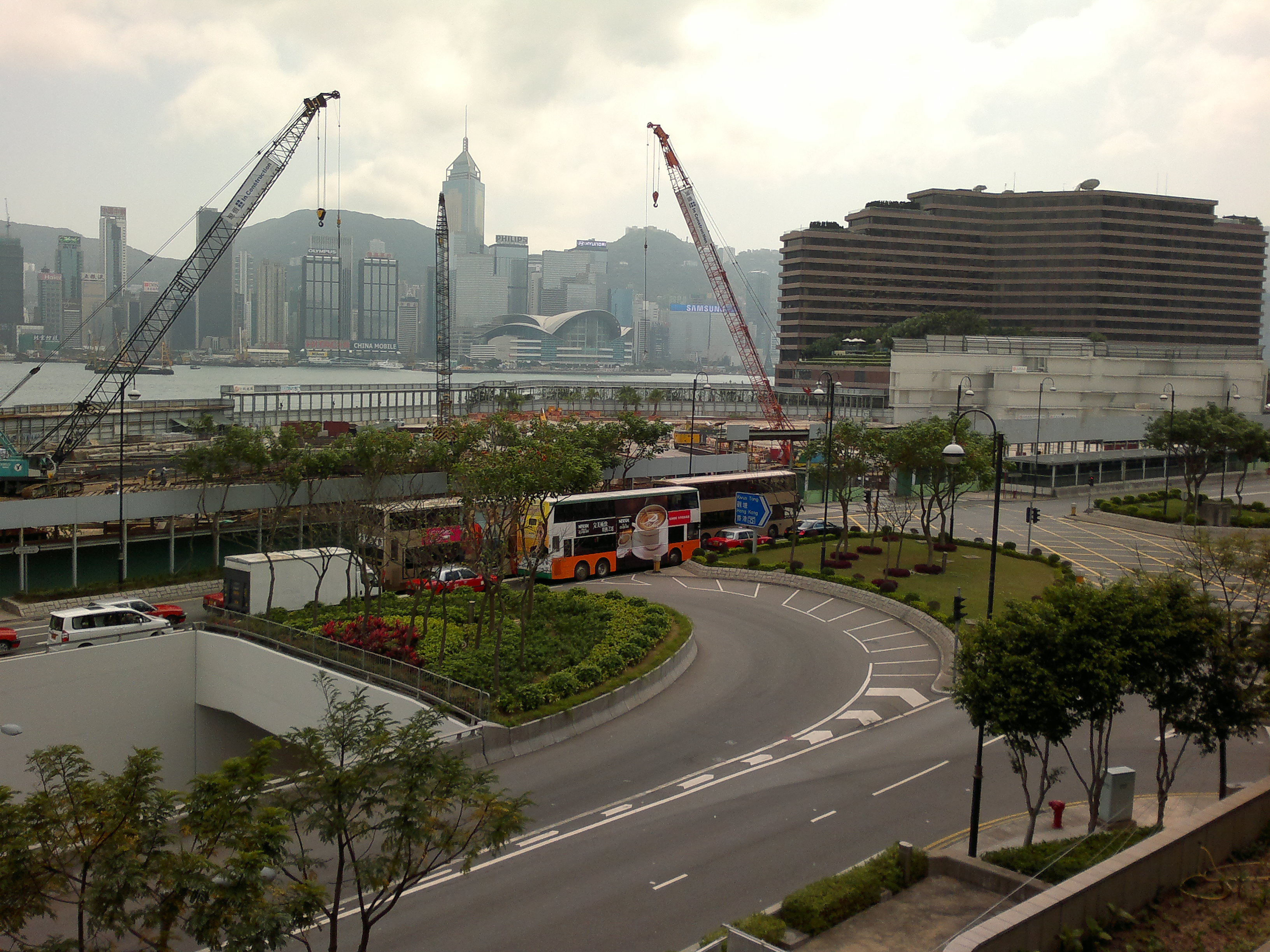
2012年4月
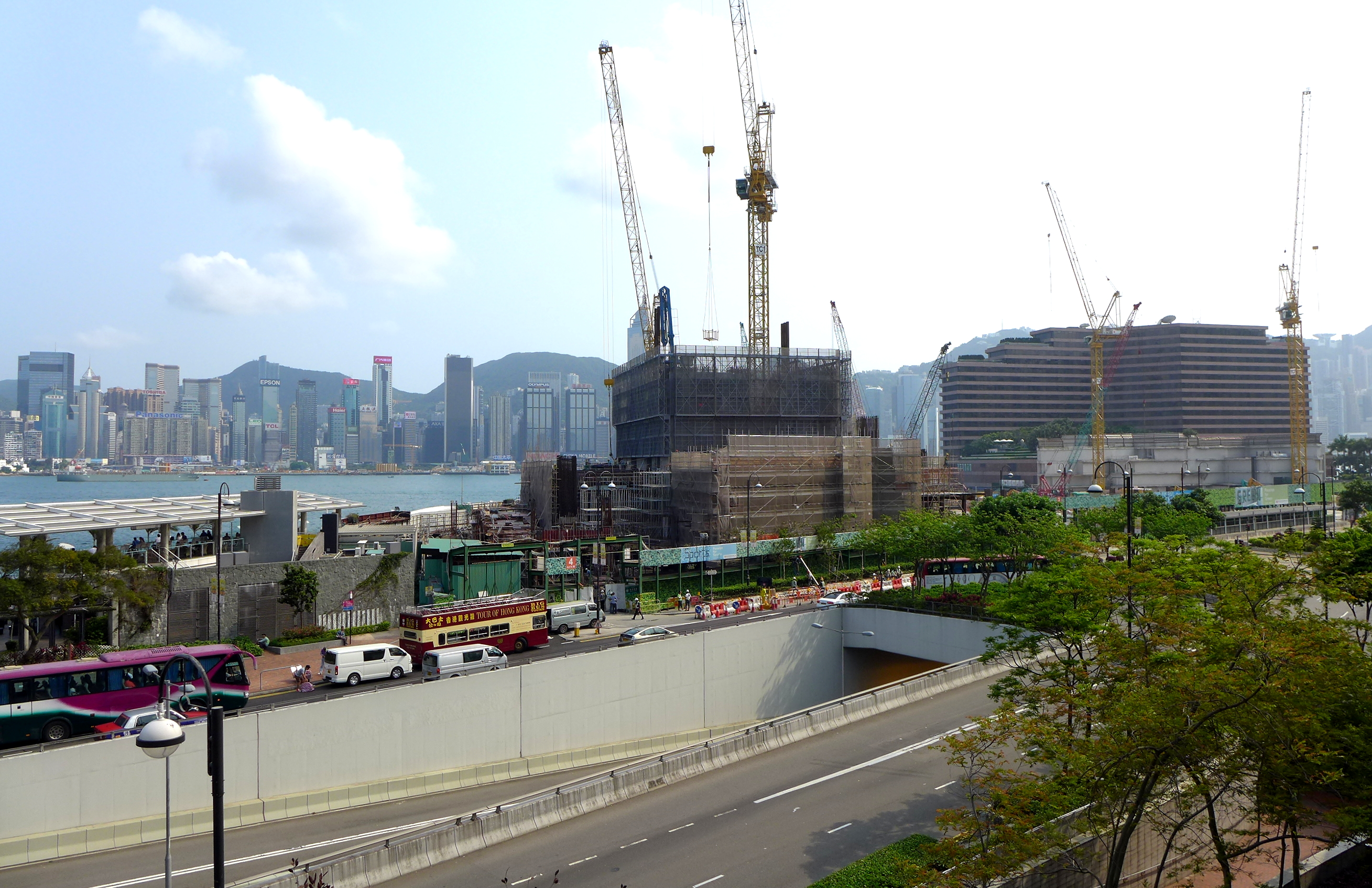
2014年4月
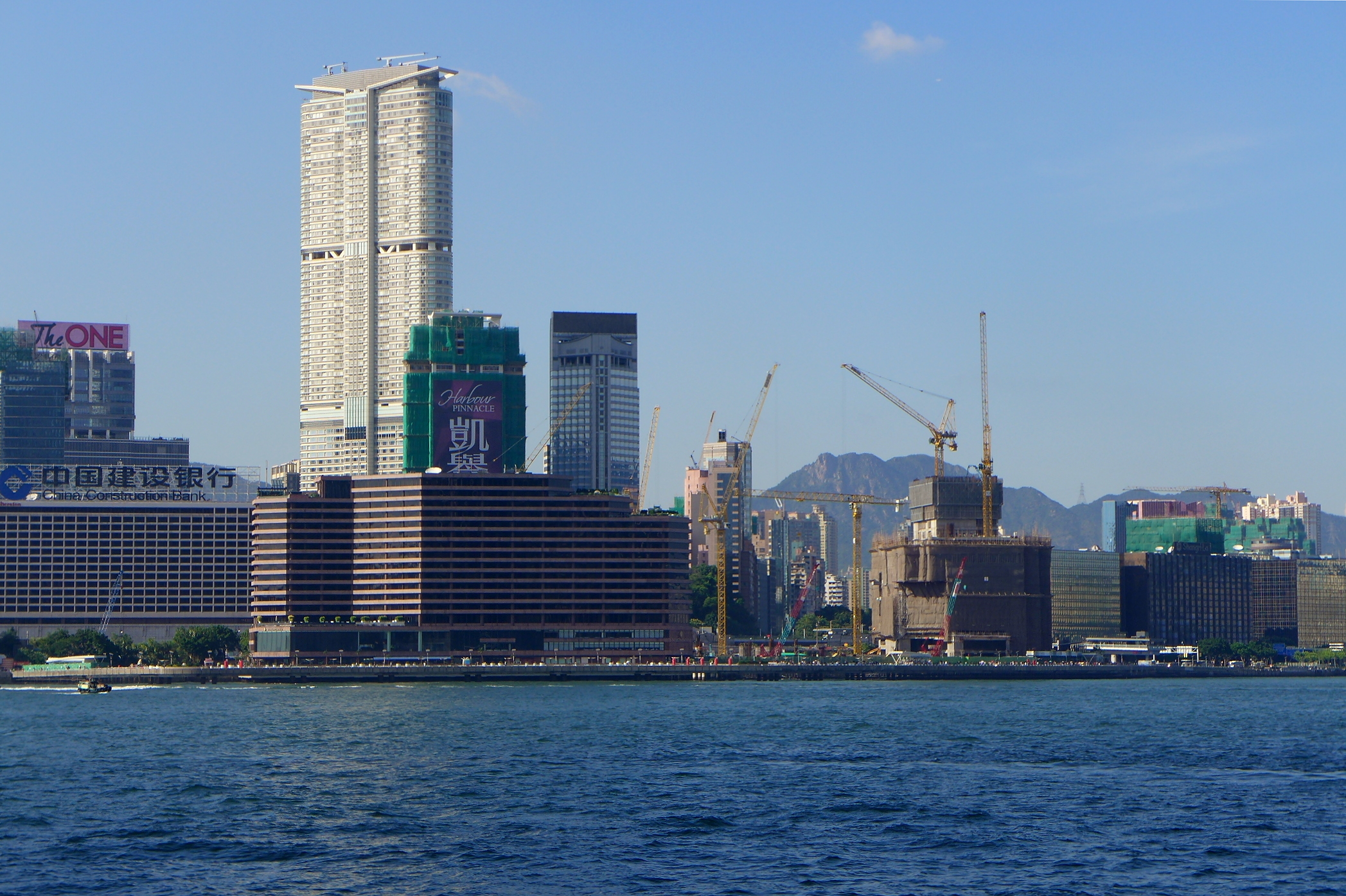
2014年8月
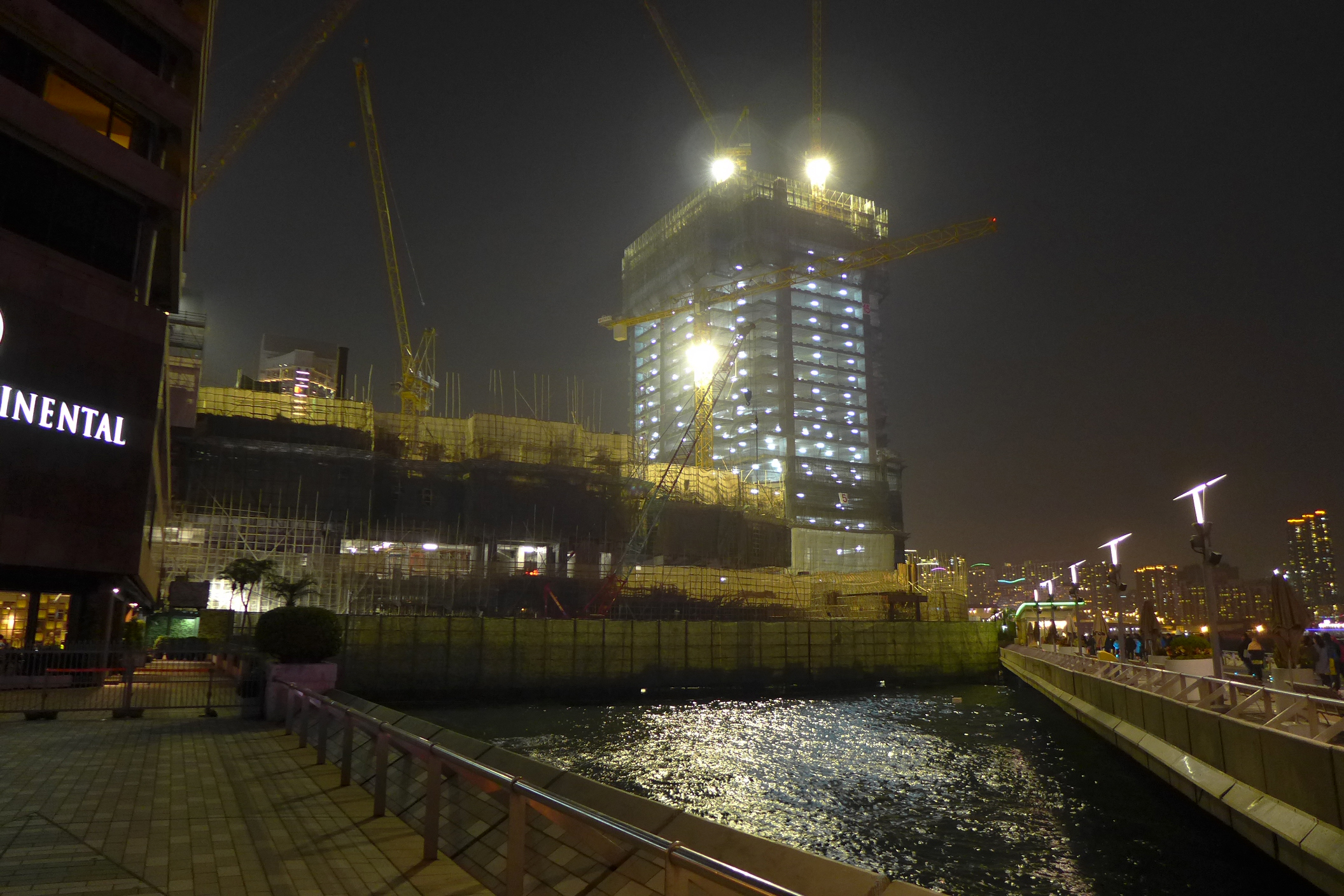
2015年1月
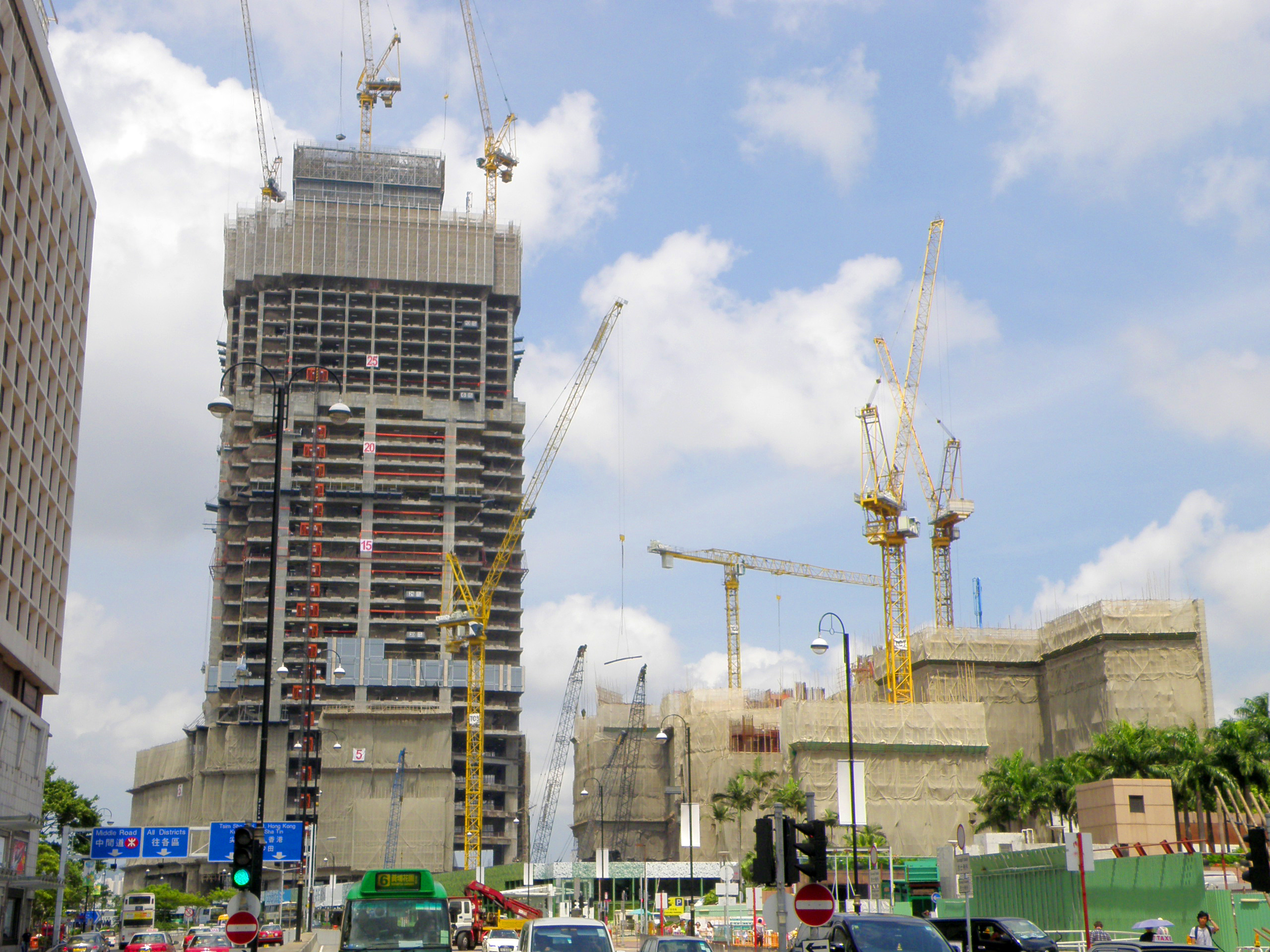
2015年6月
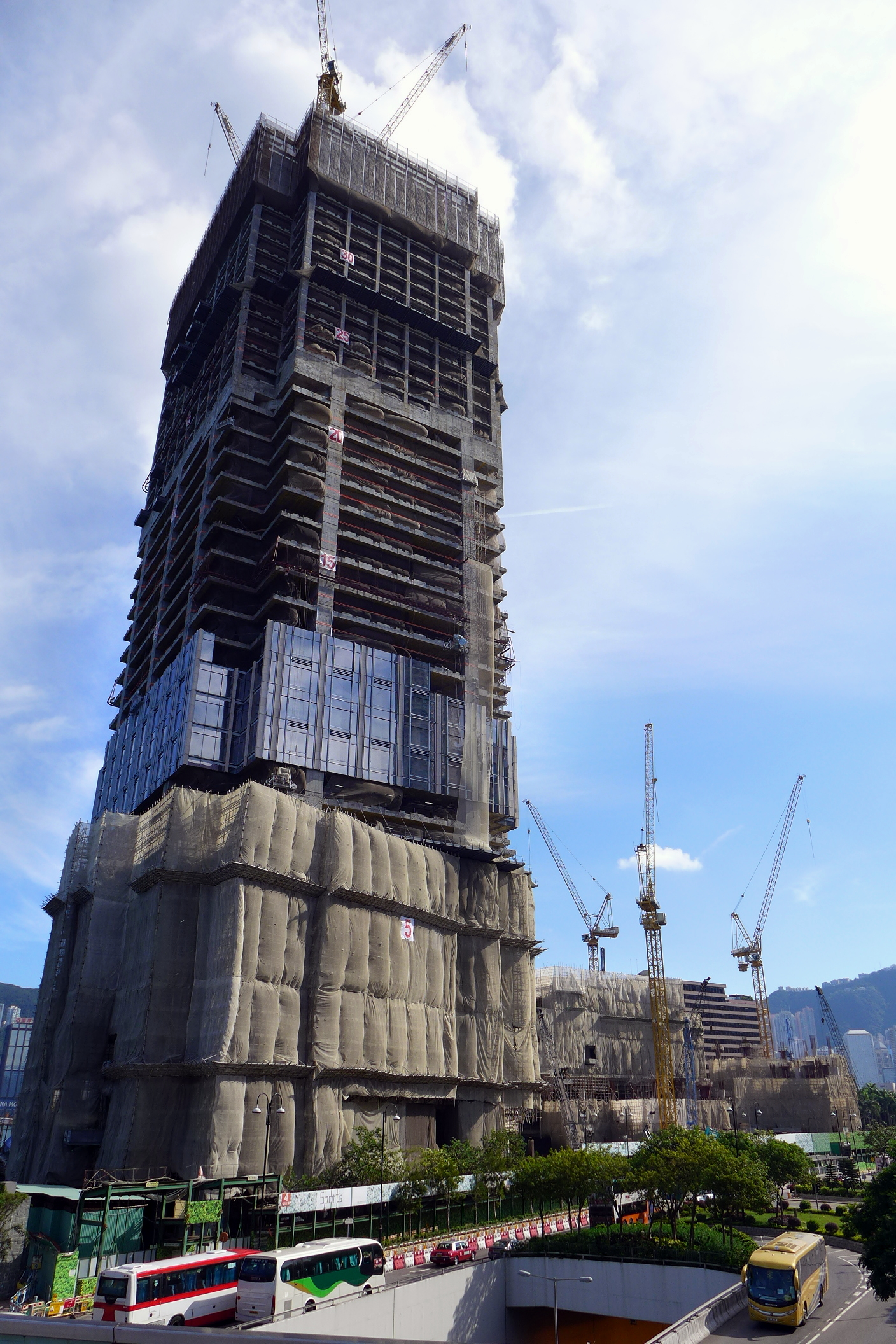
2015年8月
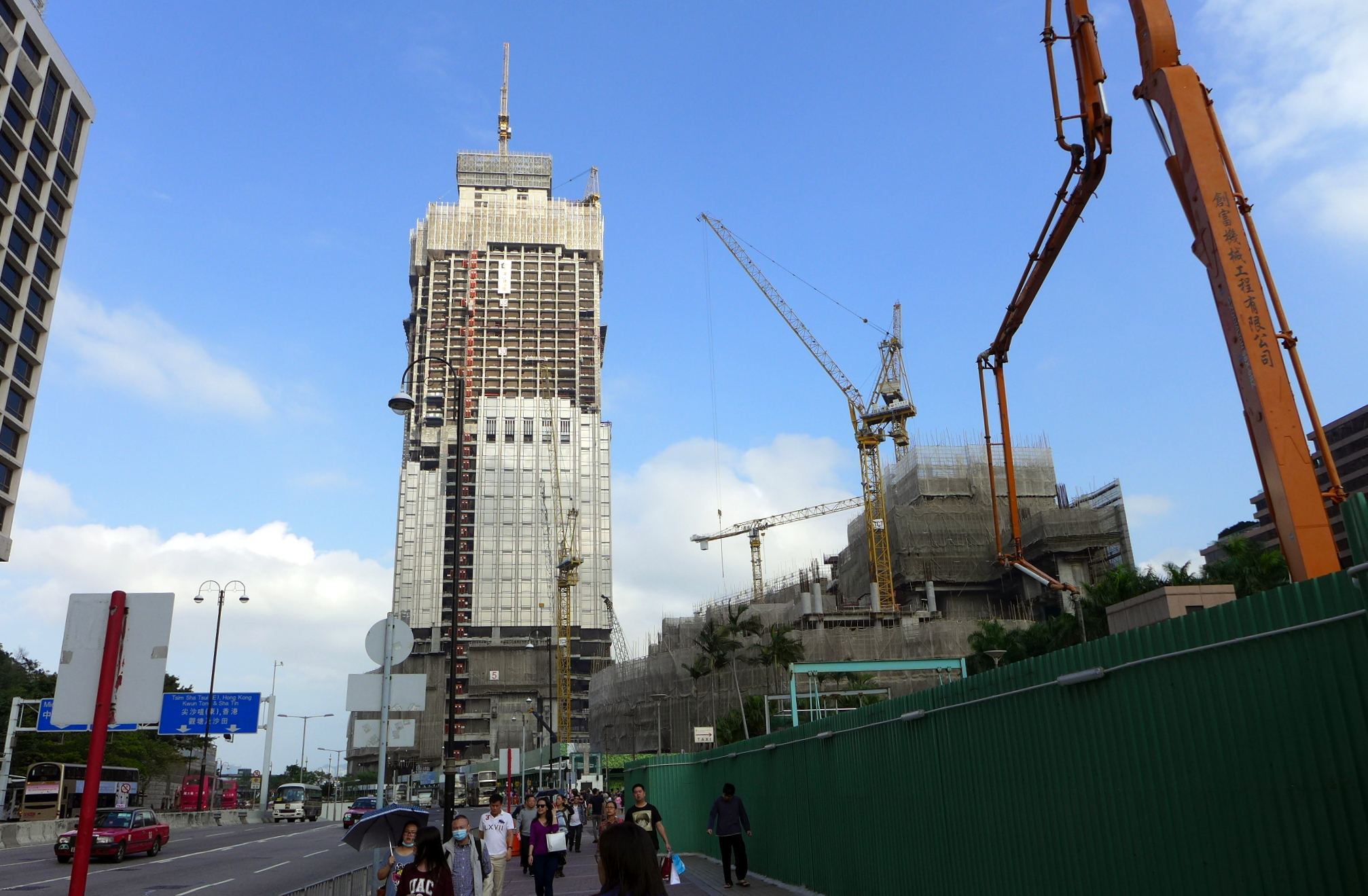
2015年11月
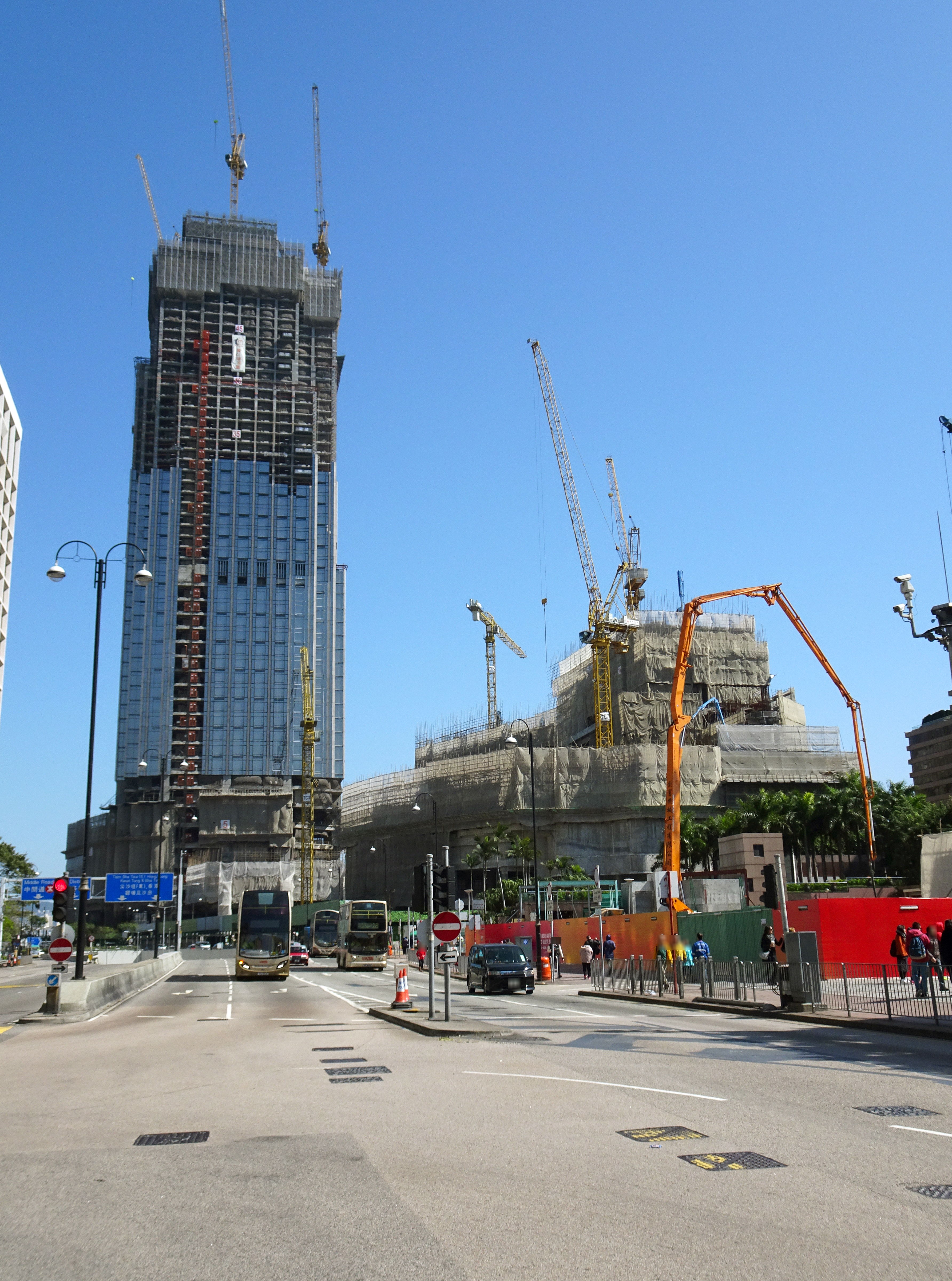
2016年1月
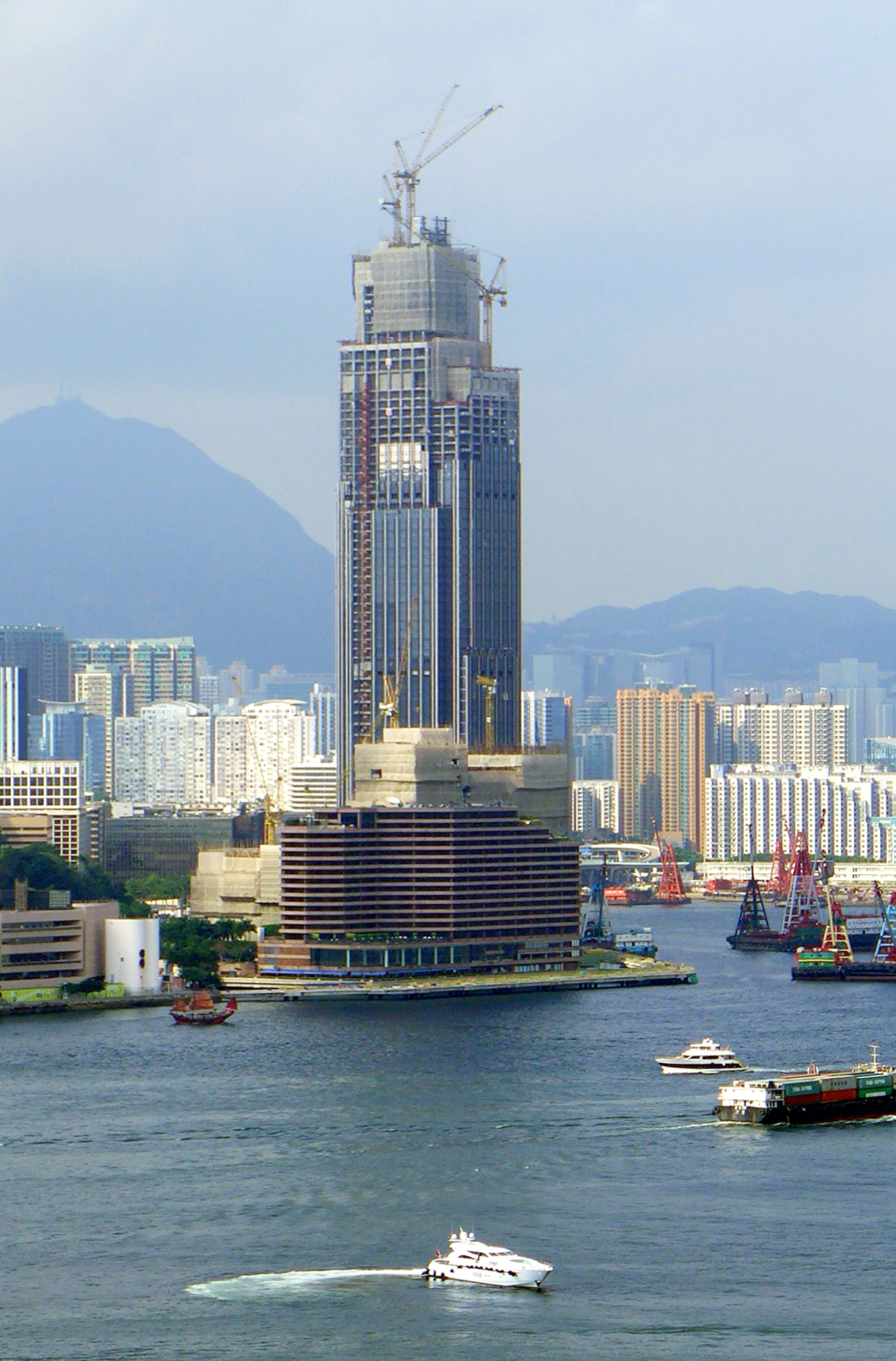
2016年6月
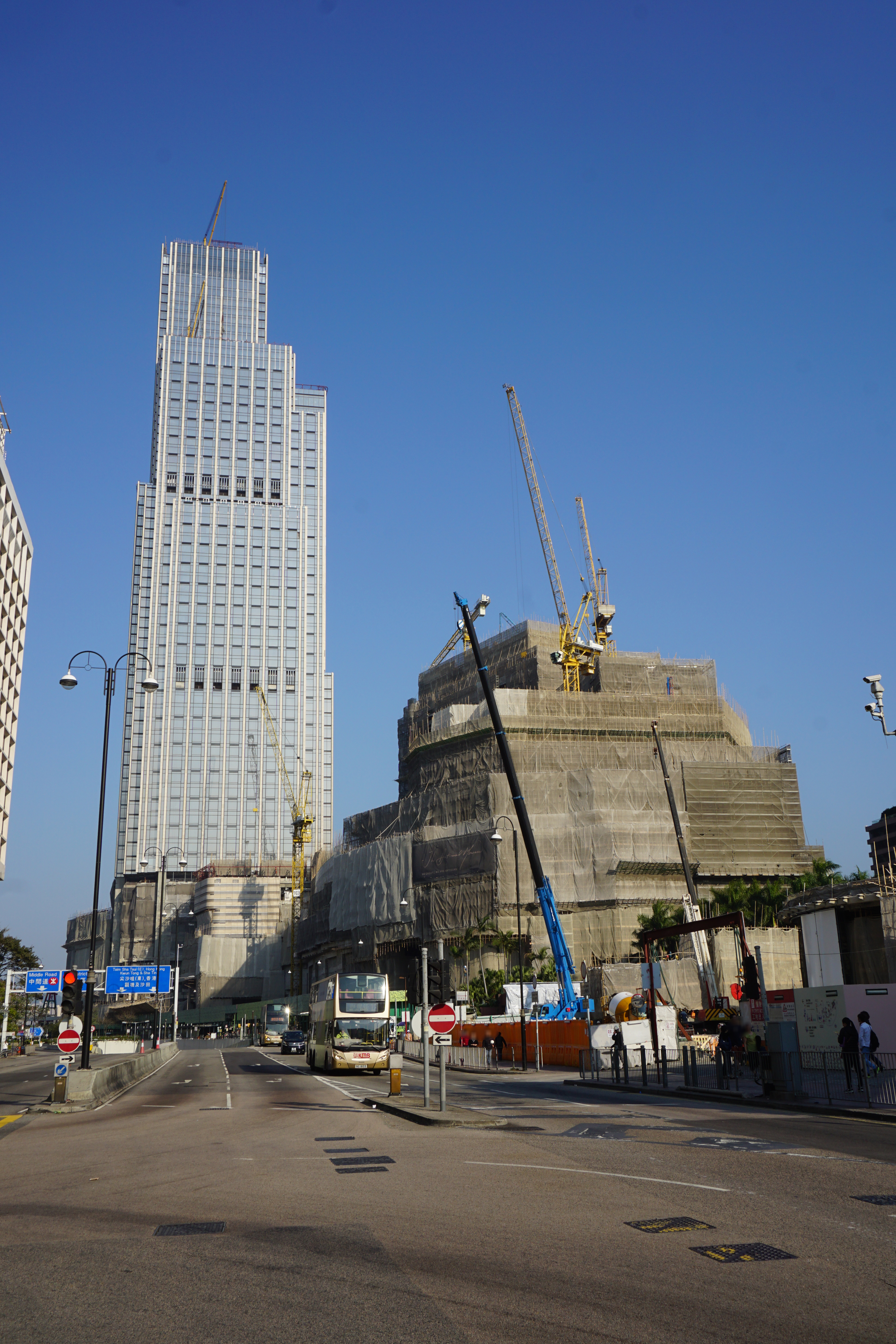
2017年2月
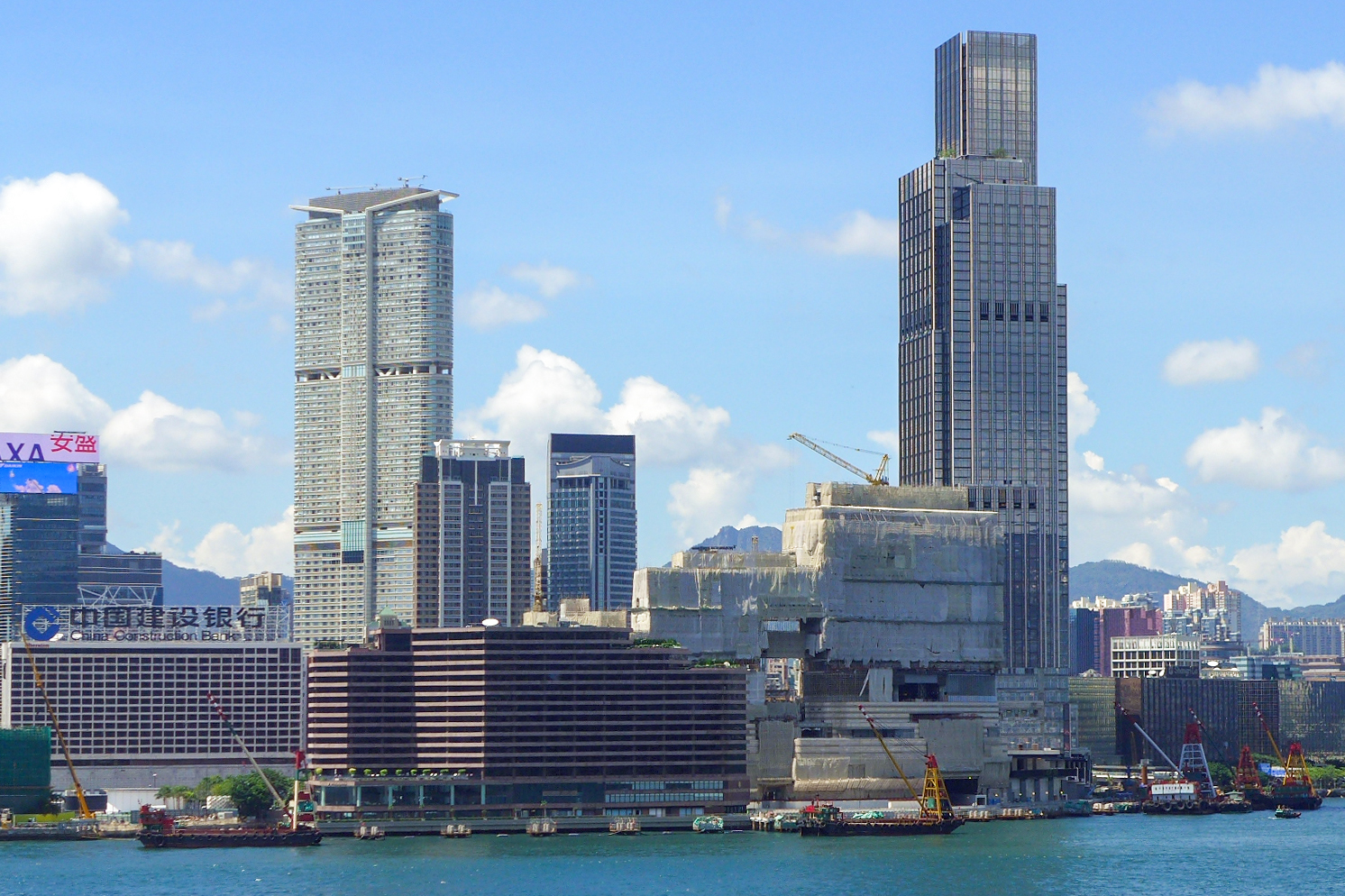
2017年7月

## 意外
- 2014年2月17日，重建地盤內一輛吊臂工程車在吊運一條約6米長、逾3噸重的工字鐵期間，懷疑其中一條吊運工字鐵的鐵鏈突然斷開，一名53歲工人被工字鐵傾斜墜下擊中喪生。[16]

- 2015年7月29日下午，兩名工人在地盤內的升降機平台工作期間，同被高處墜下的一條鐵鍊擊中受傷，其中一人傷勢較重。[17]

- 2015年11月3日上午8時許，地盤內一塊約70公斤重大石突然塌下擊中兩名工人，41歲被大石壓着重傷昏迷，由工友合力將石移開救出送院，情况嚴重，24歲的工人受輕傷。[18]

- 2017年11月10日傍晚6時許，一名49歲升降機技工在5至6樓間升降機槽進行維修期間，突然被升降機夾着受困，接受手術後情況仍然危殆，延至11月11日晚上不治。[19]

- 2018年2月2日早上11時半，地盤有發泡膠建築材料突然起火，在港島對面海亦拍得黑色濃煙升上半空，消防到場10多分鐘後將火救熄，沒有人受傷，消防正調查火警原因。[20]

- 2020年1月15日早上10時42分，一對外籍男女從K11 ARTUS寓館高處墮下倒卧於4樓露天茶座，當場證實死亡。死者分別為61歲姓梁女子及67歲外籍男子Robert，兩人為夫妻關係，持有英國護照及香港身份證。消息稱，他們最近持英國護照來港，並登記入住酒店。據知兩人遺下中文及英文的遺書，內容透露支持港人反對逃犯條例修訂草案運動，寫下「煲底見」的字句，並對最近的社會事件感到不開心。[21][22][23][24]

## 周邊環境
為配合項目，新世界將附近的建築和設施翻新及美化，包括星光大道、梳士巴利道外的巴士站、尖東站J出口、項目對出的一段梳士巴利道行人道等，亦在K11 MUSEA商場和梳士巴利道巴士站之間興建花槽，及在花槽內安裝音樂噴泉。新世界亦在K11 MUSEA和星光大道之間的海面上安裝音樂噴泉。

## 批評
新世界中心重建項目被指欠缺透明度，新世界集團到2017年即將竣工時才對外公開規劃佈局及概念圖。而活化尖沙咀星光大道計劃的文件中，亦刻意將重建項目位置完全清空。讓外界質疑政府有意協助新世界製造無敵大海景，為未來新項目締造無形的經濟效益。

## 外部連結
- Victoria Dockside - https://www.victoriadockside.com/ （页面存档备份，存于）
- Rosewood Hong Kong - https://www.rosewoodhotels.com/en/hong-kong （页面存档备份，存于）
- Victoria Dockside facebook 專頁 （页面存档备份，存于）
- K11 Atelier - https://www.k11atelier.com/ （页面存档备份，存于）
- K11 MUSEA - （页面存档备份，存于）
- K11 ARTUS -  （页面存档备份，存于）